# Tomas Eriksson (kusk)
Tomas Eriksson, född 11 juni 1962 i Grevie församling, Kristianstads län, är en svensk hästtränare i Killebäckstorp och före detta tävlingskusk i fyrspann.

## Biografi
Erikssons började sin karriär redan på 1980-talet och har 17 SM-guld. Han tog dubbla guld vid Ryttar-VM 1990 i Stockholm både lag och individuellt. Han har tagit medalj på åtta internationella mästerskap, och är i och med detta en av världens mest framgångsrika fyrspannskuskar. Eriksson avslutade sin karriär vid VM i franska Caen i maj 2014.
Eriksson var 2021 en av deltagarna i tv-programmet Mästarnas mästare, inspelat hösten 2020.

### Familj
Tomas Eriksson är bror till ryttaren Peter Eriksson.